# Llama Ruby modèle XIV
 (mars 2023).
Si vous disposez d'ouvrages ou d'articles de référence ou si vous connaissez des sites web de qualité traitant du thème abordé ici, merci de compléter l'article en donnant les références utiles à sa vérifiabilité et en les liant à la section « Notes et références ».
Le Llama ruby modèle XIV est un revolver à double action. 
Fabriqué par la firme espagnole Llama Gabilondo y Cia SA entre 1955 et 1970, il fonctionne selon le principe des revolvers Smith & Wesson dont il est une copie. C'est une arme de calibre 32 S&W et 22 LR avec un canon en 2 ; 4 ou 6 pouces.

## Caractéristiques
- Calibre : 32 ACP, et 22 LR
- Alimentation : Barillet de 6 cartouches